# Steam
Steam ist eine Internet-Vertriebsplattform für Computerspiele, Software, Filme, Serien und Computergeräte. Von Valve 2003 veröffentlicht und seitdem betrieben, entwickelte sie sich innerhalb weniger Jahre zur meistgenutzten Computerspieleplattform.
Steam verzeichnete im Jahr 2019 über eine Milliarde Benutzerkonten. Seit 2024 wird Steam laut SteamDB.info täglich im Schnitt von mehr als 33 Millionen Nutzern aufgesucht. Der Rekord gleichzeitiger Spieler liegt bei 40 Millionen (Stand 2025). Bot die Plattform im Jahr 2023 fast 30.000 Spiele und spieleverwandte Anwendungen an, stieg das Angebot innerhalb von zwei Jahren auf über 100.000 Artikel.
Das System ermöglicht sowohl die Online-Verteilung, Wartung (Patchen) und Rechtemanagement (DRM) der Spiele als auch die Kommunikation der Spieler untereinander, die Bildung von Gemeinschaften und die Bereitstellung öffentlich einsehbarer Spieler-Profile. Es wurde am 12. September 2003 für Windows veröffentlicht. Valves Spiele, wie Half-Life oder Counter-Strike, werden seitdem ausschließlich über Steam aktualisiert. Für Spiele dieses Herstellers ist Steam zur Installation und nachfolgendem Betreiben Voraussetzung. Die vorangegangene Mehrspieler-Plattform World Opponent Network wurde im August 2004 abgeschaltet. Seit Oktober 2005 kann man über das System auch eine steigende Anzahl an Spielen anderer Anbieter erwerben.
Seit Oktober 2012 wird neben Spielen auch andere Software über Steam vertrieben. Um gekaufte oder kostenlose Spiele oder Software der Plattform zu verwenden, ist der Steam-Client erforderlich, der als Freeware unter einer proprietären Lizenz von der offiziellen Seite heruntergeladen werden kann. Die Steam Community und der Steam-Shop können jedoch auch über einen herkömmlichen Browser benutzt werden.
Seit Mai 2010 unterstützt Steam auch macOS. Anfang März 2012 kam der Steam-Client als App für Android und iOS hinzu. Diese Version enthält das mobile Versenden von Direktnachrichten sowie den Erhalt selbiger über Benachrichtigungen, das Kaufen von Software und Spielen, und den Zugriff auf die mobile Version der Steam Community. Außerdem können Titel hiermit auch zur Wunschliste hinzugefügt werden und das Steam-Guthaben kann über manche Methoden erweitert werden. Zudem kann man seinen Steam-Account mit einer Zwei-Faktor-Authentisierung versehen, bei der beim Anmelden an einem Rechner der in der App generierte Zugangscode eingegeben werden muss. Im Februar 2013 wurde die offizielle Linux-Version freigegeben.

## Geschichte
Nach eigenen Angaben begann Steams Geschichte im Jahr 1999 mit dem Erfolg von Team Fortress Classic (TFC) und Counter-Strike (CS). Vor Erscheinen dieser Spiele erreichten die populärsten Mehrspieler-Titel jeweils bis zu 3000 gleichzeitig aktive Spieler. Die Spielerzahlen von TFC und CS wuchsen über diese Grenze hinaus und hielten sich viele Jahre darüber. Daher begann Valve die traditionelle Verwaltung von Onlinespielen zu überdenken. Dazu wurde eine zweiteilige Liste mit sofort erforderlichen sowie angesichts weiteren Spielerandrangs langfristig erforderlichen Änderungen erstellt. Diese Liste umfasste unter anderem automatische Aktualisierungen („updates“), verbesserte Anti-Cheat-Maßnahmen, die Spielbarkeit eigener Spiele von jedem beliebigen Rechner und Ingame-Kommunikation.
Während der Arbeit an diesem System kam den Entwicklern die Idee, über eine solche Plattform Spiele auch zu verkaufen. Die eigene Umsetzung erschien ihnen zu aufwendig, weshalb Valve bei verschiedenen Firmen wie Amazon, Yahoo und Cisco Systems anfragte und das Konzept vorschlug, aber auf einen unbekannten Zeitpunkt in der Zukunft vertröstet wurde. Da Valve das System kurzfristig benötigte, setzte das Unternehmen die Idee schließlich selbst um.
Am 12. September 2003 erschien die Version 1.0 des Steam-Clients und wurde für das Testen von Counter Strike 1.4 benutzt. Zu diesem Zeitpunkt war die Benutzung nur für Tester zwingend, sonst freiwillig. Nach dem Erscheinen von CS 1.5 wurde Steam-Nutzern die Möglichkeit gegeben, mit WON-Nutzern auf den gleichen Servern zu spielen. Einige Zeit später erschien Steam 2.0 zusammen mit CS 1.6 beta. Steam 2.0 wies eine neu gestaltete Benutzeroberfläche und die Integration des Instant-Messengers Tracker als Friends auf. Im Juli 2004 verkündete Valve die Schließung von WON, wodurch Steam zur Pflicht bei Valves Online-Spielen wurde. Dies verärgerte viele Spieler, die daraufhin WON2 als Ersatz schufen. Im November 2004 erschien mit Half-Life 2 das erste Spiel, das den Steam-Client zwingend voraussetzte.
Nach der Veröffentlichung von Half-Life 2 (HL2) kam es zu Rechtsstreitigkeiten zwischen Valve und dem Publisher Vivendi. Vivendi behauptete, dass der Vertrieb von HL2 über Steam gegen die Publisher-Verträge verstoße. Vivendi unterlag vor Gericht, und es wurde der Firma verboten, weiterhin Valves Spiele an Internetcafés zu lizenzieren. Daraufhin trennten sich die Unternehmen, und Valve entschied sich für Electronic Arts als neuen Retail-Publisher.
Im August 2006 begann die Umstellung auf Steam 3.0. Als Nächstes folgte im August 2007 die erste Betaversion der Steam Community, die im darauffolgenden September freigegeben wurde.
Anfang 2008 öffnete Valve die Steam-Plattform durch die Veröffentlichung von Steamworks. Mit diesem Paket können Entwickler und Publisher die Funktionalitäten von Steam (oder Teile davon) kostenlos nutzen. Dabei bewirbt Valve vor allem die Statistik- und DRM-Funktionen. Als Grund für diesen Schritt werden eine erhoffte Stärkung des Computerspielemarkts und eine größere Verbreitung von Steam angegeben. Mitte Februar 2008 erschien mit dem Independent-Musikspiel Audiosurf das erste Steamworks benutzende Produkt. Es wird über Steam vertrieben und nutzt Steamworks zur Integration der Steam Community und in deren Rahmen zur Vergabe von Errungenschaften. Die Nutzung der DRM-Funktionalität ist jedoch nicht verpflichtend und wird von einer kleinen Anzahl von Spielen nicht genutzt.
Das Erscheinen von Bethesdas neuem Open-World-RPG aus der Elder-Scrolls-Reihe, Skyrim, am 11. November 2011 bescherte Steam einen neuen Rekord von 280.000 gleichzeitigen Spielern eines einzigen Spiels.
Am 14. Juni 2015 erreichte Valve mit der Steam-Plattform einen neuen Rekord und verzeichnete erstmals über zehn Millionen gleichzeitig aktive Nutzer. Aktive Benutzer stellen hierbei jedoch nicht spielende Nutzer dar, sondern Benutzer, die den Steam-Client am PC gestartet haben.
Ab dem 1. Januar 2019 wurde die Unterstützung des Steam-Clienten für ältere Versionen der Betriebssysteme Windows (XP und Vista) sowie OS X (älter als Version 10.11) eingestellt. Als Grund wurde von Valve auf die eingebettete Version von Google Chrome verwiesen, auf der ein Großteil der neueren Steam-Funktionen aufbaut, die aber nicht mehr auf früheren Betriebssystemversionen lauffähig ist. Außerdem benötigen zukünftige Steam-Updates Sicherheitsfeatures und weitere Funktionen, die in älteren Versionen der Systeme nicht vorhanden sind. Bereits 2018 wurden neue Funktionen, wie der überarbeitete Chat, neueren Systemen vorbehalten.
Seit dem 9. Februar 2021 existiert eine offene Beta-Version von Steam (Steam China, 蒸汽平台), die speziell für den chinesischen Markt konzipiert ist. Dabei wurden aus dem bekannten Steam-Client alle Community-Anteile wie Workshop, Foren und Guides entfernt. Zum Launch dieser offenen Beta wurden nur 53 Spiele gelistet, unter anderem das in China sehr beliebte DOTA 2.

## Vertriebskonzept
Steam ermöglicht den Erwerb von Softwarelizenzen über das Internet, verfolgt also die Vertriebsform der digitalen Distribution. Dies umfasst die erforderliche finanzielle Transaktion, das Herunterladen der Programmdaten, die Freischaltung/Entschlüsselung der Programmdaten und die Installation der Software. Aktualisierungen für über Steam erworbene Programme und für Steam selbst werden automatisch heruntergeladen und installiert. Auch der Kauf von Spielen als Geschenk für dritte registrierte Kunden ist möglich.
Weltweit macht das Unternehmen jeweils Kunden-individuelle Angebote entsprechend den gesetzlichen Bestimmungen im Zielland.
Zur Nutzung sind das Herunterladen und die Installation des unternehmenseigenen Steam-Clients sowie eine Registrierung beim Unternehmen Valve notwendig. Beim Kauf eines Spiels wird dessen Lizenz im Benutzerkonto des Kunden gespeichert und ist fortan mit diesem Konto verknüpft. Dabei kann per Kreditkarte, PayPal, Paysafecard oder Sofortbezahlung (z. B. Giropay) bezahlt werden. Im Anschluss an den Kauf kann das Spiel über den Client heruntergeladen werden. Die Anzahl der Downloads und die Anzahl der Computersysteme, auf die heruntergeladen werden kann, ist nicht beschränkt, sondern hängt nur vom autorisierten Zugang mittels Benutzerkennung und Passwort des Käufers ab. Allerdings darf ein Account zur selben Zeit nur einmal verwendet werden, so dass jeweils nur an einem Computer heruntergeladen oder gespielt werden kann.
Nach der Deinstallation eines Spieles verbleibt dessen Lizenz im Benutzerkonto und der betreffende Titel kann nach Belieben erneut heruntergeladen werden.
Da Valve den Spieleerwerb als Abschluss eines nicht übertragbaren Abonnements zur Nutzung eines Spieles und nicht als Spielekauf einstuft, lassen sich erworbene Spiele nicht weitergeben oder weiter verkaufen. Deswegen verweigert Valve auch die Aktivierung von Seriennummern gebraucht erworbener Valve-Spiele in Steam. Eine weitere Konsequenz daraus ist, dass Valve sich das Recht vorbehält, den Nutzungszugang zu den Spielen und den Steamaccount jederzeit sperren zu können, wenn ein Bruch der Nutzungsbedingungen identifiziert wird.
Die Weitergabe eines personalisierten Steam-Accounts ist ebenfalls untersagt.
Kunden verlieren auch den Zugang zu ihren bereits erworbenen Spielen und ihrem Account, wenn sie einseitig durch Valve geänderte Nutzungsbedingungen nicht akzeptieren, wie es beispielsweise im August 2012 passierte.
Seit 2015 ist es möglich, erworbene Spiele wieder zu entfernen oder eine Erstattung zu erhalten.
Valves bekannteste Spiele können weiterhin, parallel zu Steam, auch über den konventionellen Handel auf Datenträgern erworben werden. Jedoch umgeht man damit nur den direkten Kauf über Steam und das Herunterladen der Spieldateien. Für das Spielen selbst werden weiterhin der Steam-Client und ein Benutzerkonto benötigt. Dem Datenträger liegt eine Seriennummer bei, die bei Steam registriert werden muss, um die Spieldateien nach der Installation zu entschlüsseln und das Spiel zu starten. Per Seriennummer registrierte Spiele werden von Steam genauso behandelt wie online erworbene. Auch die meisten Spiele anderer Anbieter, die über Steam bezogen werden können, sind üblicherweise über den Einzelhandel erhältlich. Jedoch können ihre Seriennummern meist nicht in Steam registriert werden.
Spiele, die man durch Kauf von Paketen doppelt bekommen würde, können teilweise über Steam als sogenannte Gifts (englisch für „Geschenke“) verschenkt werden, ihr Weiterverkauf war lange Zeit verboten, wird aber seit dem 6. September 2011 über das System Steam Trading (englisch für Handel) zugelassen und von Valve kontrolliert. Weiterhin erhält der Besitzer bestimmter Spiele Guest Passes (Besucherpässe), mit denen andere Benutzer diese zeitlich begrenzt als Vollversion testen können.
Für diverse Organisationen (u. a. Internetcafés, Schulen, Bibliotheken) bietet Valve ein Programm an, das Zugriff auf einen Teil der Steam-Spiele, Verwaltungssoftware und weitere spezifische Vorteile bietet.

## Spiele

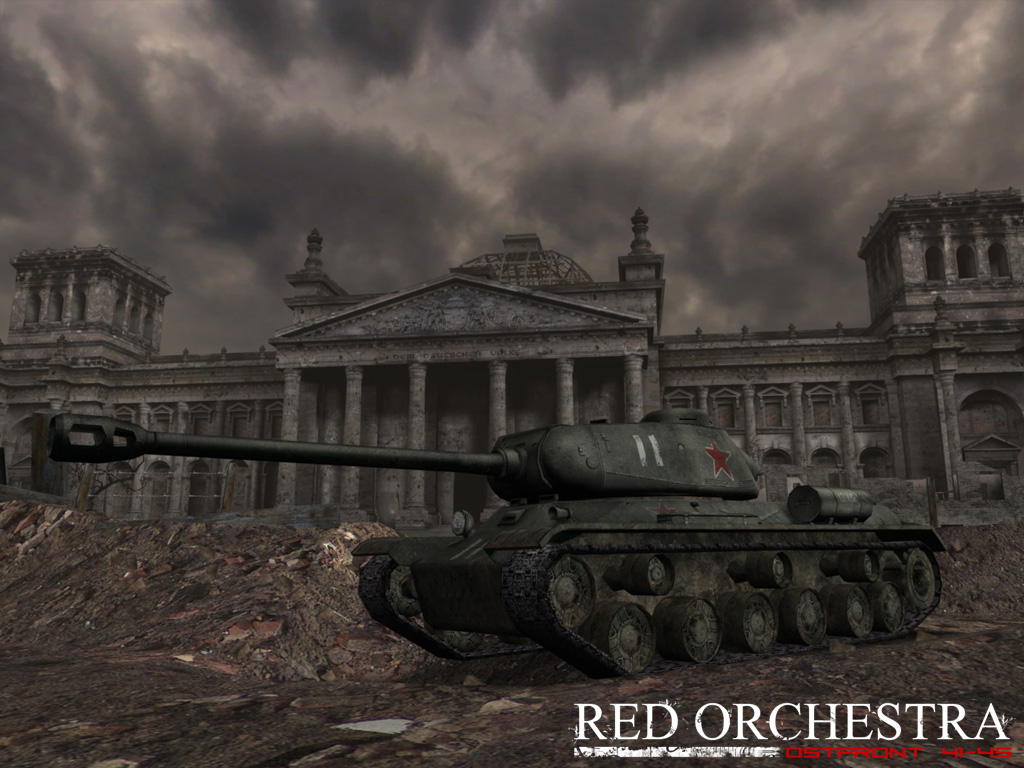
Screenshot aus Red Orchestra, einem der ersten Spiele eines Drittanbieters auf Steam

Alle von Valve angebotenen Spiele, wie zum Beispiel Half-Life und Counter-Strike, können über Steam erworben und gewartet werden. Seit der Einführung von Half-Life 2 wird Steam zum Betreiben neu erschienener Valve-Spiele vorausgesetzt. Modifikationen (Mods) von Source-Spielen durch andere Anbieter werden von Steam seit 2008 unterstützt (Aktualisierungen und Patches). Alle nicht über Steam verfügbaren Mods müssen vom Benutzer selbst installiert und gepflegt werden, nach der Installation ist die Nutzung der Steam-Infrastruktur, wie etwa des Server-Browsers, für die Modifikation aber möglich.
Der Steam-Client bietet die Möglichkeit, Spieldateien auf Fehler zu untersuchen, Datensicherungen (englisch backups) von ihnen anzulegen und die Dateien zu defragmentieren. Defragmentierte Daten können Ladezeiten bei HDDs erheblich verkürzen. Weiter kann jederzeit zwischen verschiedenen Lokalisierungen für ein Spiel umgeschaltet werden. Diese werden – falls nötig – von Content-Servern nachgeladen.
Eine wichtige Rolle spielt Steam in der Bekämpfung von Cheatern in Mehrspieler-Spielen. Wird durch Valves Anti-Cheat-Tool VAC ein Betrug erkannt, so wird das betreffende Steam-Benutzerkonto für zukünftige Mehrspieler-Partien auf allen VAC-gesicherten Servern gesperrt, dies erfolgt allerdings nicht sofort, sondern nach einer gewissen Zeit.
Seit Oktober 2005 werden auch nicht von Valve entwickelte Spiele über Steam vertrieben. Die ersten Titel waren das 2D-Kampfspiel Ragdoll Kung Fu, das Independent-Spiel Darwinia (Ende 2005) sowie der Top-Down-Shooter Shadowgrounds. Im April 2006 wurde das im Zweiten Weltkrieg spielende Mehrspieler-Spiel Red Orchestra veröffentlicht. Seither ist die Zahl der Hersteller und Verlage, die Computerspiele (und teilweise auch entsprechende Tools und SDKs) über Steam veröffentlichen, gestiegen. Zu diesen gehören u. a. Activision, JoWooD, Ubisoft, Electronic Arts, Rockstar Games, Firaxis Games, Atari, id Software, Eidos, Epic Games, THQ und Infinity Ward. Im August 2022 werden mehr als 50.000 verschiedene Spiele auf Steam angeboten. Aufgrund von Jugendschutzbestimmungen (siehe Kritik) und Lizenzbeschränkungen sind in Deutschland etwa 100 Spiele weniger verfügbar.
Zu vielen Spielen bietet Steam Videos, Demos, Handbücher (als PDF) und einen Metascore von der Website metacritic.com.

## Steam Community
Im September 2007 integrierte Valve die Steam-Community-Funktionalität in die Clientsoftware. Die Community bietet dem Nutzer die Möglichkeit, ein sowohl aus dem World Wide Web als auch aus dem Steam-Client heraus aufrufbares Profil zu erstellen. Dort kann er – ähnlich wie bei Myspace und Xfire – Bilder, Texte und Links bereitstellen und Besucher können Statistiken über gespielte Spiele und genutzte Software, Freunde und Gruppenmitgliedschaften einsehen. Gruppen können zur besseren Organisation der Freundesliste gebildet werden und bieten einen Text- und Sprachchat sowie einen Terminkalender für Mitglieder.

### Errungenschaften
Spielehersteller können für das Erreichen vorgegebener Ziele im Spiel Errungenschaften (englisch Achievements) vergeben. Eingeführt wurde diese Funktion mit der Veröffentlichung der Spielesammlung Orange Box im Oktober 2007. Es existieren viele Gründe für eine Belohnung – von Aktionen, die für das erfolgreiche Bestehen eines Spieles erforderlich sind (zum Beispiel das „Töten“ des Weighted Companion Cubes in Portal) über im Laufe der Zeit erreichbaren Auszeichnungen (Spielen einer Runde auf jeder Map in Team Fortress 2) bis zu sinnfreien Aktionen (umständliches Transportieren eines Gartenzwerges durch das gesamte Spiel in Half-Life 2: Episode Two, sowie als Easter Egg in Left 4 Dead 2). Gesammelte Achievements können auf der Community-Seite des Benutzers angezeigt werden. In einigen Fällen können Errungenschaften beispielsweise durch Bugs nicht freigeschaltet werden. Im Juli 2017 wurde eine Begrenzung von maximal 5.000 Achievements pro Spiel eingeführt. Vorhandene Spiele, die diese Zahl überschreiten, bleiben von dieser Regelung unberührt, Entwickler können aber keine neuen Errungenschaften anlegen.

### Steam-Overlay
Die Steam Community ist aus vielen über Steam gestarteten Spielen (über ein Menü können auch nicht-Steam-Spiele integriert werden) durch eine konfigurierbare Tastenkombination zu erreichen, ohne dass das Spiel beendet werden muss. Dies wird mittels Overlay umgesetzt, das Community-System wird als teiltransparente Grafik über der eigentlichen Computerspielegrafik eingeblendet. Auch Freunde, der Instant Messenger von Steam, wurde in die Steam Community integriert und unter anderem durch Unterstützung von Sprach- und Gruppenchats stark erweitert.

### Steam Translation Server
Im März 2010 hat Valve den Steam Translation Server als geschlossene Beta gestartet, im Oktober desselben Jahres wurde das System dann für jedermann zugänglich. Dabei handelt es sich um ein Übersetzungsprojekt, bei welchem Steam-Nutzer sich mit ihrem Community-Login bewerben und bei der Übersetzung von Steam und Spielen von Valve mithelfen können.

### Privatsphäreeinstellungen
Die Community-Funktion von Steam wird von einigen Benutzern kritisiert, da nach der Erstellung keine Möglichkeit mehr existiert, ein Community-Profil wieder zu löschen. Seit Juli 2008 ist es jedoch möglich, ein bestehendes Profil nur Freunden zugänglich zu machen oder ganz zu verbergen. Im April 2018 wurden von Valve neue Möglichkeiten eingeführt, die Sichtbarkeit seines Profils zu bestimmen. Es ist nun möglich, einzelne Teile seines Accounts, wie zum Beispiel Informationen über seine Bibliothek, seine Freundesliste oder das Inventar, komplett zu verbergen oder nur für Freunde anzeigen zu lassen. Die Informationen über die eigene Bibliothek umfassen unter anderem die Spielzeit, die erlangten Errungenschaften oder die Wunschliste und sind mit dem Update bei jedem Nutzer standardmäßig ausgeblendet und nur für einen selbst sichtbar. Außerdem lässt sich nun der eigene Online-Status verbergen, man kann so mit Freunden weiterhin schreiben und ihren Online-Status sehen, erscheint aber für andere Personen offline.

### Workshop
Beim Steam Workshop handelt es sich um eine Funktion, mit der kostenlose und kostenpflichtige Modifikationen (Mods) und Inhalte für ausgewählte Spiele veröffentlicht und über den Steam-Client installiert werden können. Der Steam Workshop entstand aus dem Mann Company Store, einem Shop für Spielgegenstände zu Valves Free-to-play-Spiel Team Fortress 2. Der Mann Co. Store ermöglichte es Spielern unter anderem, eigene Kreationen bei Valve einzureichen. Waren Nutzer an der Erstellung eines käuflichen Spielgegenstandes beteiligt, wurden sie anteilig am Verkaufserlös beteiligt. Ein Jahr nach Eröffnung des Mann Co. Stores wurde im Oktober 2011 mit dem sogenannten Manniversary Update der Steam Workshop eingeführt. Er erlaubte es Spielern, eigene Modifikationen für Team Fortress 2 öffentlich einzustellen und diese Modifikationen zu kommentieren oder zu bewerten. Für die bestbewerteten Modifikationen bestand die Möglichkeit, von Valve ins Spiel aufgenommen zu werden. Mit der Zeit wurden weitere Spiele für den Steam Workshop zugelassen, beispielsweise The Elder Scrolls V: Skyrim im Februar 2012. Die Möglichkeit, kostenpflichtige Modifikationen anzubieten, blieb zunächst auf die von Valve entwickelten Spiele Team Fortress 2, Dota 2 und Counter-Strike: Global Offensive beschränkt. Bis Januar 2015 hatte Valve nach eigenen Angaben insgesamt rund 57 Millionen Dollar an Inhalteersteller ausgezahlt. Im selben Monat wurden erstmals auch bezahlte Modifikationen für Drittanbieter-Spiele (Chivalry: Medieval Warfare, Dungeon Defenders: Eternity) zugelassen und die Öffnung für weitere Titel angekündigt. Zu massiver Kritik führte im April 2015 die Einführung bezahlpflichtiger Mods bei The Elder Scrolls V: Skyrim, das über eine sehr aktive Modding-Community verfügte. Kritisiert wurde unter anderem die Aufteilung der Einnahmen, von denen nur 25 % an den Ersteller gingen, die restlichen 75 % dagegen bei Valve und Bethesda, dem Hersteller des Spiels, verblieben. Gleichzeitig liege die Verantwortung für die Modifikation allein bei den Erstellern, die mit den bislang ungeklärten rechtlichen Rahmenbedingungen und Risiken (Beispiel: Müssen die Modentwickler Support für ihre Mods anbieten oder nicht?) zurechtkommen müssten. Aufgrund der Proteste wurde die Funktion im Fall von Skyrim wieder zurückgenommen.

### Steam Greenlight / Steam Direct
Im August 2012 startete der Dienst Steam Greenlight, der kleineren Entwicklern gegen eine einmalige Startgebühr die Möglichkeit gibt, ihre Spiele der Community zu präsentieren und darüber abstimmen zu lassen. Bei einer ausreichenden Zahl an Pro-Stimmen wird das Spiel in den Steam-Verkaufskatalog aufgenommen. Anfang September wurden außerdem die Community-Funktionen grundlegend überarbeitet. Im Februar 2017 kündigte Valve eine Vereinfachung des Dienstes durch ein Wegfallen des Abstimmungsprozesses an; ab Frühjahr 2017 müsse der Entwickler nur noch eine „Bewerbungsgebühr“ zahlen. In diesem Zusammenhang kündigte Valve eine Umbenennung des Dienstes in Steam Direct an.

### Sammelkarten
2013 wurde die Beta eines Sammelkarten- und Erfahrungspunktesystems gestartet. Sammelkarten erhält man durch das Spielen auf Steam. Sie werden in Sets zusammengefasst. Sobald man alle Karten eines Sets gesammelt hat, kann man ein Abzeichen herstellen.

### Übertragungen
Am 2. Dezember 2014 wurde Steam Broadcasting zum Steam Client hinzugefügt. Dieser Dienst erlaubt Nutzern das Live-Streaming von Spielen direkt über Steam. Derzeit kann nur von Windows (ab Windows 7) gestreamt werden, jedoch soll die Unterstützung von Windows Vista, macOS und Linux folgen. Zuschauen kann bisher jeder Nutzer über den Steam Client oder einen aktuellen Webbrowser.

### Familienbibliothek
Mit der Familienbibliothek ist es möglich, die Spiele des Nutzers für andere Steambenutzer freizugeben. Um dies zu bewerkstelligen, muss der Nutzer, dem das Spiel gehört, sich auf dem Computer des anderen Benutzers anmelden und diesen Computer autorisieren. Die Autorisierung gilt dann nur für den Computer (oder bei mehreren Betriebssystemen nur für das eine). Der autorisierte Computer kann dann die Käufe des Steamnutzers, der den Computer autorisiert hat, nutzen, ohne selber bezahlt zu haben. Es existiert jedoch die Einschränkung, dass immer nur ein Benutzer auf eine Spielbibliothek zur selben Zeit zugreifen kann.

### Steam Awards
Seit Anfang 2017 veranstaltet Steam die Steam Awards, eine Computerspiel-Preisverleihung, bei der die Nutzer der Plattform in verschiedenen Kategorien abstimmen. Im Gegensatz zu anderen Preisverleihungen werden nicht nur Spiele aus dem letzten Jahr nominiert. Eine Liste der Kategorien und Gewinner befindet sich im Hauptartikel.

## Wirtschaftliche Aspekte

### Entwicklung und Margen
Steam entwickelt sich zunehmend zu einer allgemeinen Vertriebsplattform, die es den beteiligten Herstellern ermöglicht, einige herkömmliche Handelsstufen – wie z. B. Publisher, Großhandel und Einzelhandel – auszuschalten. Dadurch kann der Hersteller einen wesentlich höheren Anteil des Verkaufspreises für sich selbst einbehalten. Beispielsweise erzielte Valve mit dem Verkauf von Half-Life 2 über Steam eine Umsatzrendite von über 80 % gegenüber einer Gewinnmarge von nur 36 % über den traditionellen Einzelhandel. Bei weniger bekannten Entwicklern kann sich dies stärker auswirken, denn diese bekommen vom Gewinn pro verkaufter Einheit vom Publisher üblicherweise einen festen Prozentsatz zwischen 10 und 15 %. Bei Steam erhalten sie Berichten zufolge 60 % des Erlöses. Bei Modifikationen teilen sich Autor und Valve jeweils die Hälfte des Betrages. Für Valve als Online-Publisher bedeutet dies eine Erweiterung ihres eigenen Geschäftsfeldes: Entgelte der Entwicklungsfirmen, die Steam für ihre Produkte nutzen wollen, stellen eine zusätzliche Einnahmequelle dar.

### Preismodelle
Die geringen Verbreitungskosten und schnellen Reaktionszeiten bei Steam ermöglichen gegenüber dem traditionellen Vertrieb über den Einzelhandel die intensivere Nutzung spezieller Preismodelle. Beispiele hierfür sind:
- Verkauf von mehreren Spielen zu Paketpreisen (auch verschiedener Hersteller und Publisher)
- Rabatte
  - zeitlich begrenzte Vorverkaufsrabatte
  - kurzfristige Rabattaktionen, deren Preisvorteile teilweise bei ca. 50 Prozent oder – vor allem zu bestimmten Anlässen und Feiertagen – teilweise bei bis zu 90 Prozent liegen
- Zugaben (zum Beispiel ältere Spiele derselben Reihe)
- kostenlose Spiele (teilweise zeitlich begrenzt; Beispiele: Free Weekends, ATI- & Nvidia-Aktionen,[70][71] Codename: Gordon)

Obwohl Valve fast keinerlei Informationen über Verkaufszahlen veröffentlicht, beweisen Spiele-Statistiken, dass zumindest die Free Weekends ein Erfolg sind, da nach ihrer Beendigung signifikant mehr Spieler als vor der Aktion zur gleichen Zeit aktiv waren.

### Auswirkungen
Die Einführung und der Ausbau von Steam haben Einfluss auf die Entwicklung der gesamten Computerspieleindustrie. Stark steigende Kosten für die Produktion kommerzieller Spiele (seit 1997 Anstieg bis um das Dreißigfache) führen bei den Publishern zu einer Strategie der Risikovermeidung, weshalb diese innovative Ideen aus Angst vor Verlusten eher ablehnen. Dem wirken Online-Vertriebswege wie Steam durch eine starke Senkung der Distributionskosten entgegen.

„Die schwierigste Zeit für Entwickler war während der Steckmodul-Spiele für den Nintendo, das Geld der Publisher lagerte in Form von Silizium in den Lagerhäusern. Man konnte kein Risiko eingehen, blieb deshalb streng konservativ bei Dingen, die funktionierten. Mit Steam ist nun genau das Gegenteil der Fall, man kann alles ausprobieren, ohne Geld zu verlieren. Durch den unlimitierten Regalplatz wird Steam auch für alte, nicht mehr erhältliche Spiele interessant.“

Durch Steam können nicht nur Entwickler größere Risiken eingehen, auch die Schwelle zur Kommerzialisierung von Mod-Entwicklern wurde durch Steam gesenkt. Dies ermöglichte zum Beispiel den Erfolg der Garry’s Mod. Anfangs aus Spaß von einem einzelnen Hobbyentwickler entwickelt, war die Mod so erfolgreich, dass ein Standalone-Spiel daraus gemacht wurde. Es wurde inzwischen über 6 Millionen Mal verkauft.

## Statistik-Funktionen

### Verkäufe

Beispiel für Steam-Verkaufsstatistiken

Die Steam-Plattform stellt Publishern aktuelle Verkaufsstatistiken für ihre Produkte zur Verfügung, womit sie sich von traditionellen Einzelhandelsverkäufen mit wöchentlichen oder monatlichen Verkaufszahlen abhebt. So können diese den Erfolg eines Spieles wesentlich schneller einschätzen und zum Beispiel ihre Werbekampagnen danach ausrichten.

### Hard- und Software

Auszug der Hardware Survey

Die meist ständig vorhandene Internetverbindung beim Benutzen von Steam wird von dem Programm zum Versenden verschiedener, zum Teil anonymisierter Daten an Valve verwendet. Eine konkrete Auflistung der übertragenen Daten existiert nicht; durch das Benutzen der Steam-Plattform stimmt man implizit Valves Datenschutzerklärung zu. Laut dieser können personenbezogene Daten nach Bedarf an Dritte weitergegeben werden. Über Veröffentlichungen in den Steam Update News, Interviews und Valve-Seiten werden einige der Sammelaktionen und ihre Resultate bekanntgegeben.
Einzig beim in größeren Abständen neu aufgelegten Steam Hardware Survey wird der Nutzer vor dem Übertragen von Soft- und Hardware-Daten des PCs um Erlaubnis gefragt. Dabei werden auch installierte Programme abgefragt. Ein besonderes Augenmerk richtete Valve dabei auf Mozilla Firefox, Apache OpenOffice, Windows-Firewall und ZoneAlarm. Jedoch sammelt Valve auch bei Nichtteilnahme an der Umfrage Daten über die jeweiligen Computer: So gab Valve zum Beispiel an, Daten über die Festplatten-Fragmentierung gesammelt zu haben, um ein Problem mit langen Level-Ladezeiten zu ergründen. Weiterhin werden Daten über Abstürze automatisiert übertragen und können mit speziellen Programmen aufbereitet werden.
Die Statistiken zur Hardware und den Betriebssystemen sind auch öffentlich einsehbar und geben so einen Überblick über die in Spielerkreisen übliche Hardware, die sich teilweise deutlich von der Verteilung am Gesamtmarkt unterscheidet.

### Spiele
Einige Zeit nach der Veröffentlichung von Half-Life 2: Episode One begann Valve über Steam detaillierte Statistiken in Bezug auf Verhaltensweisen und Ereignisse sowohl in Singleplayer- als auch in Mehrspieler-Spielen zu erstellen. Diese sollen den Entwicklern dabei helfen, mögliche Spiel-Balance- und Leveldesign-Probleme zu erkennen und zu beheben. Dazu tragen seit dem Erscheinen der Orange Box auch die sogenannten Death-Maps bei, die durch Farbtöne die Anzahl der Tode in verschiedenen Level-Bereichen wiedergeben.

## Technik

### Systemanforderungen
Als Mindestanforderungen für den Einsatz des Steam-Clients unter Windows wird laut Hersteller Windows 10 (Stand: Januar 2024) vorausgesetzt.
Seit dem 12. Mai 2010 ist Steam ebenfalls für den Mac verfügbar. Als Mindestanforderungen für macOS wird laut Hersteller OS X 10.15 oder höher (Stand: Januar 2024) vorausgesetzt.
Unter Linux existierte zunächst nur mit Wine die Möglichkeit, den Steam-Client ohne offizielle Unterstützung zu nutzen. Im Juli 2012 kündigte Valve zudem an, dass man daran arbeite, den Steam-Client und Left 4 Dead 2 auf Ubuntu-Linux zu portieren, sowie langfristig alle Spiele für Linux-Distributionen zur Verfügung zu stellen. Am 6. November 2012 startete eine Closed Beta des Steam-Client für Linux. Als Spiele wurden Team Fortress 2 und ausgewählte Titel von Drittanbietern für Linux ausgeliefert. Am 20. Dezember 2012 startete eine offene Beta und es wurde ein frei zugänglicher Bugtracker bei GitHub eingerichtet. Am 14. Februar 2013 wurde Steam für Linux veröffentlicht.

### Server
Steam benutzt eine Kombination aus den Netzwerkprotokollen TCP und UDP. Der Download von Medien über Steam geschieht über TCP. Dabei verbindet sich der Steam-Client mit den sogenannten Content-Servern. 2008 waren, über die ganze Welt verteilt, mehr als 200 Stück vorhanden. Die Konzentration der Server ist in den USA am höchsten. Deutschland belegt den zweiten Platz. In einigen Ländern werden die Content-Server von autorisierten Dritten bereitgestellt. Diese sind zu einem großen Teil „gefiltert“, das bedeutet, dass nur Steam-Anwender aus dem jeweiligen Land Daten von diesen beziehen können (Geotargeting). Zur Beschleunigung des Downloads werden die Daten vor dem Transport komprimiert, und der Client kann von mehreren Content-Servern gleichzeitig empfangen. Dabei werden durch an Knotenpunkten im Netz verteilten Stationen automatisiert die jeweils am besten erreichbaren Server ausgewählt. Die Anmeldung bei Steam ist jedoch abhängig von einem zentralen Authentification Server am Standort von Valve in Bellevue (USA).

### Offline-Modus
Seit 2004 kann der Steam-Client in den Offline-Modus versetzt werden. Dieser ist vor allem für Einzelspieler und LAN-Partys gedacht und kann benutzt werden, falls keine Internetverbindung möglich oder erwünscht ist. Dazu müssen die Kontodaten (inklusive Passwort) von Steam während des letzten Online-Betriebs gespeichert und verifiziert worden sein. Ist der Offline-Modus aktiviert, kann weder im Internet gespielt noch Software aktualisiert werden. Auch können keine neuen Spiele registriert werden. Zum Betrieb von Spielen in diesem Modus müssen diese vollständig heruntergeladen worden sein. Im Offline-Modus können mehrere Spieler unter demselben Konto auf einem LAN-Server miteinander spielen.

### Content-Streaming
Steam unterstützt aufgrund seines Dateisystems Content-Streaming. Theoretisch ermöglicht dies, ein linear ablaufendes Spiel bei vorhandener Prioritätsliste bereits während des Ladens zu beginnen. Die restlichen Dateien werden – in korrekter Reihenfolge – im Hintergrund übertragen. Gelingt dies für ein Level nicht rechtzeitig, pausiert das Spiel. Content-Streaming erfordert einen erheblichen Aufwand seitens des Entwicklers, was dazu geführt hat, dass hauptsächlich alte GoldSrc-Spiele (Engine von Half-Life) das System nutzen. Diese können bei genügend schnellem Breitband-Internetzugang fast sofort nach Beginn des Ladevorgangs gespielt werden.

### Sprach-Chat
Seit März 2011 nutzt Steam für die Sprachübertragung den SILK. Dieser wird von Skype benutzt und weiterentwickelt. Die Bandbreitenauslastung ist nun dynamisch geregelt und schwankt zwischen acht und 30 kbps. Das vorhergehende Verfahren nutzte ständig 15 kbps.

### Game Cache Files
Ursprünglich wurde zur lokalen Speicherung von Spiele-Daten, die über Steam heruntergeladen wurden, das Game Cache File-Format (Dateiendung .gcf) entwickelt. Dieses stellt einen unkomprimierten Dateicontainer dar, in dem sich alle Spiele-Daten befinden. Dieses Format soll den Transport von Spiele-Daten erleichtern und deren Suchdienst-Indexierung durch Betriebssystemdienste verhindern. Zusätzlich erschwert dessen Einsatz Manipulationen bei Mehrspieler-Spielen, da das Laden von Spieldateien aus den Game Cache Files erzwungen werden kann. Außerdem kann auf diesem Weg der benötigte Speicherplatz bereits zu Beginn des Transfers vollständig angefordert und so die Fragmentierung des Dateisystems vermieden werden. Einzelne Dateien, etwa ausführbare Dateien oder Bibliotheken, müssen vor dem Start eines Spieles vom Steam-Client in ein normales Verzeichnis entpackt werden, damit diese für das Betriebssystem auch direkt zugänglich sind. Von den Archiven ausgeschlossen sind zudem solche Inhalte, die beispielsweise von anderen Spielern geschaffen wurden und für den Spielverlauf lokal zwischengespeichert werden müssen.
Tatsächlich verwenden jedoch fast ausschließlich von Valve selbst veröffentlichte Spiele das Format. Spiele von Drittanbietern verwenden stattdessen .ncf-Dateien (No Cache File), die lediglich Verweise auf die offen im Installationsordner liegenden Spiel-Daten enthalten.
Valve hat keine Software veröffentlicht, mit der man Game Cache Files vollständig einsehen könnte. Entsprechende Programme werden jedoch von anderen Anbietern vertrieben; bekannt ist GCFScape.

### Steam Cloud
Mit dem Spiel Left 4 Dead hat Valve ein System eingeführt, das die Spieleeinstellungen wie z. B. Tastenbelegungen auf einem zentralen Server speichert (Cloud-Computing). Bei einer erneuten Installation des Spiels oder einer Installation auf einem anderen Computer lädt Steam diese Einstellungen von den Servern herunter. Steam Cloud wurde später in der Funktionalität erweitert, so dass auch Spielstände gespeichert werden können; diese Funktionalität wurde auch anderen Spielentwicklern zugänglich gemacht.
Mittlerweile wurde die Steam Cloud in fast allen hauseigenen Spielen eingeführt, u. a. für den Online-Shooter Team Fortress 2, welcher neben Tastenkonfigurationen auch Graffiti online speichert.
2011 existierte ein Client-Update, das eine Screenshot-Funktion enthielt. Jedem Nutzer stehen ein Gigabyte Speicherplatz zur Verfügung, um ca. 1000–2000 Screenshots online zu speichern und zu präsentieren.

### Big Picture
Im September 2012 veröffentlichte Valve eine Beta-Version für den Steam-Client, welche den „Big Picture“-Modus enthielt. Die fertige Version ist im Dezember 2012 für alle Benutzer erschienen. Mit dem „Big Picture“-Modus wird es dem Nutzer ermöglicht Steam mit einer Gamepad-freundlichen Benutzeroberfläche zu verwenden, welche außerdem für Fernseher angepasst ist. Hierfür wird unter anderem ein angepasster Webbrowser sowie eine Eingabemethode namens „Daisywheel“, um schnelle Tastatureingaben über das Gamepad zu ermöglichen, angeboten.

### SteamOS undSteam Machines

Steam Controller in Originalverpackung

Am 23. September 2013 kündigte Valve sein erstes eigenes Betriebssystem namens SteamOS an. SteamOS basiert auf Linux und soll besonders für das Spielen im Wohnzimmer bzw. auf großen Bildschirmen und auf hohe Grafikleistung angepasst sein. So lassen sich Steam-Spiele auch von anderen PCs streamen. Eine Hardware-Lösung, die nur für das drahtlose Übertragen von Spielinhalten auf einen Bildschirm ausgelegt ist, ist Steam Link. Die dazugehörige App für iOS wurde im Juni 2018 aus dem App Store verbannt, da darüber Zugang zu einem Software-Store außerhalb Apples Ökosystem ermöglicht ist und somit gegen Apples Firmenpolitik verstößt. SteamOS wird kostenlos zum Download bereitgestellt. Obwohl Valve aktiv daran arbeitet, dass Neuerscheinungen auch auf SteamOS laufen, können erst seit Mitte 2018 einige Windows-Spiele durch die in die Steam-Client-Software integrierte, Wine-basierte Emulation „Proton“ auch unter SteamOS gespielt werden.
Am 25. September 2013 wurde unter dem Begriff Steam Machines von Valve ein Hardwarekonzept vorgestellt. Ab 2015 wurden von Valve zertifizierte Komplett-PCs in Verbindung mit SteamOS über Anbieter wie Alienware und Zotac zum Verkauf angeboten werden. 2018 stellte Valve das Programm wegen Erfolglosigkeit wieder ein. Als Gründe wurden die Konkurrenz aus eigenem Haus mit dem Steam Link und die im Vergleich zu Windows-Systemen schlechtere Performance der Spiele unter SteamOS genannt. Spätestens mit der Veröffentlichung von Windows 10 fielen wichtige Kritikpunkte an Microsofts Betriebssystem, die ein Auslöser für die Entwicklung von SteamOS waren, weg, sodass Steams Betriebssystem keine ausreichende Verbreitung fand. Im Gegensatz zu den Hardware-Produktreihen wurde die Pflege der Linux-Distribution jedoch fortgeführt.

### HTC Vive
Valve brachte im Jahr 2016 in Zusammenarbeit mit HTC die VR-Brille HTC Vive auf den Markt und optimierte Steam für Virtuelle Realität.

### Proton
Um Spiele, die nur für Windows erschienen sind auch auf Linux auszuführen, arbeitet Valve mit Proton an einer auf Wine basierenden  Kompatibilitätsschicht.

### Remote Play Together
Nach einem Monat in der Beta-Phase gab Steam am 21. November 2019 die Funktion Remote Play Together frei. Mit dieser Funktion ist es möglich einen lokalen Mehrspielermodus, der eigentlich nicht für das Onlinespielen gedacht ist, dennoch über das Internet spielen zu können. Dabei muss nur der Host das Spiel selber besitzen, während Bild und Ton an die einzelnen Geräte der Mitspieler per Live-Streaming übertragen werden und die Eingaben der Mitspieler an die Spielsitzung des Hosts übermittelt werden Zum Start stehen rund 2000 Spiele zur Verfügung, die die Funktion unterstützen.

## Marketing
Über die abschaltbaren Steam Update News wirbt Valve regelmäßig für Neuerscheinungen, Rabatte und Aktionen. Beim Herunterladen von Spieledaten werden auch Werbebanner des Content-Server-Betreibers eingeblendet.
Seit Februar 2006 besteht zwischen Valve und dem amerikanischen InGame-Advertising Anbieter IGA Worldwide (IGAWW) ein Abkommen über die Einbindung von Werbebotschaften in Steam-Spiele. Im Februar 2007 führte Valve die In-Game-Werbung als Beta in Counter-Strike 1.6 ein. Zwei Monate später wurden die Werbebanner in Bestenlisten und als virtuelle Plakatwerbung an Wänden innerhalb der Spiele für alle Nutzer sichtbar freigeschaltet.
Nach Protesten der Kunden erklärte Valves Geschäftsführer Gabe Newell, dass die Werbeeinblendungen in Counter-Strike 1.6 nur ein Testlauf seien und nicht geplant sei, diese Refinanzierungsmethode auf andere Valve-Spiele oder Steam auszuweiten, und dass diese, sobald alles problemlos funktioniere, möglicherweise wieder aus 1.6 entfernt werden würden. Er gab weiter an, dass die Werbemöglichkeit eher zur zukünftigen Finanzierung von günstigen bzw. kostenlosen Spielen kleinerer Spieleentwickler gedacht sei.
Nach dem Vorbild von Counter-Strike 1.6 sind seit Januar 2008 auch in Counter-Strike: Condition Zero Werbeeinblendungen zu sehen.

## Kritik

### Internetzwang
Ein Kritikpunkt an Steam ist, dass zum Spielen eine Internetverbindung zum Anmelden erforderlich ist. Zwar existiert ein Offline-Modus, dieser ist jedoch teilweise weiterhin an die Internetfunktionalität Steams angeknüpft – insbesondere, was die Freischaltung der Retail-Versionen betrifft. Wegen eines nicht ausreichenden Hinweises beim Verkauf von Half-Life 2 wurde Valve vom deutschen Verbraucherschutz abgemahnt und unterschrieb im März 2005 eine Unterlassungserklärung. Seitdem muss ein deutlich erkennbarer Hinweis auf allen Verkaufspackungen angebracht werden.

### Jugendschutz
Wie jugendschutz.net 2007 feststellte, verstößt Valve mit Steam trotz der Anpassungen spätestens seit 2005 gegen die Bestimmungen des deutschen Jugendschutzes. Spiele, die von der USK keine Jugendfreigabe erhalten haben (USK 18) oder durch die BPjM indiziert wurden, werden durch die Plattform Jugendlichen zugänglich gemacht. Valve benutzt zur Legitimation lediglich eine einfache Altersabfrage (über oder unter 13 Jahre alt) anstatt gesetzlich vorgeschriebene persönliche Verfahren wie Postident.

### Abhängigkeit
Bei einer Abschaltung der Server oder dem Verlust des Zugangs zum Nutzerkonto können von Steam abhängige Spiele nicht mehr gespielt werden. Dies kann insbesondere ältere Spiele betreffen, für die die Produktunterstützung eingestellt wurde und die vom jeweiligen Hersteller nicht auf diese Abschaltung vorbereitet wurden. Dieses Problem ist bei digitaler Rechteverwaltung ein grundsätzlicher Kritikpunkt.

### Industrie
Die enge Bindung an Valve wird von vielen Spieleentwicklern als negativ betrachtet, denn sie führe zu einem Interessenkonflikt zwischen Valves ursprünglichem Hauptgeschäftsfeld, dem Entwickeln von Computerspielen, und Valves neuem Geschäftsfeld als Online-Publisher. Im Oktober 2009 warnte der Gründer des Entwicklungsstudios Gearbox Software, Randy Pitchford, vor Steam und regte eine Abspaltung der Distributionsplattform von Valve an. Außerdem beklagte er eine Ausbeutung kleiner Entwickler durch Valve. Mehrere Entwickler, die ihre Spiele über Steam vertreiben, wiesen die Anschuldigungen zurück.
Im April 2021 reichte Wolfire Games, Spieleentwickler und Gründer von Humble Bundle, Klage gegen den Betreiber von Steam ein. Darin wurde Valve ein Missbrauch seiner Marktdominanz vorgeworfen. So soll Spieleentwicklern und -publishern untersagt worden sein, ihre Spiele anderswo günstiger anzubieten und gleichzeitig eine hohe Provision von bis zu 30 % der generierten Umsätze berechnet. Diverse Wettbewerber, wie CD Projekts GOG.com oder der Epic Games Store von Epic Games, seien durch diese Praktiken bereits daran gehindert worden, zu ernsthaften Konkurrenten zu werden. Das zuständige Gericht in Washington wies die Klage im November 2021 mangels stichhaltiger Argumente ab.

### Geschäftsbedingungen / Recht auf Weiterverkauf
Im September 2012 hat der Verbraucherzentrale Bundesverband die Valve Corporation aufgrund einer Änderung der Allgemeinen Geschäftsbedingungen von Steam abgemahnt. Diese würden Verbraucher unverhältnismäßig benachteiligen und zu schnell vor die virtuelle Tür setzen.
Im Februar 2014 endete das Gerichtsverfahren gegen Valve, und die Verbraucherzentrale Bundesverband erlitt eine Niederlage. Das Unternehmen darf weiterhin Spiele über die Plattform Steam verkaufen, und diese dürfen nicht weiterverkauft werden. In einem anderen Urteil des europäischen Gerichtshofs waren Videospiele wegen ihrer audiovisuellen Komponente höher als eine Software eingestuft worden, und damit wurde auch hier argumentiert. Eine abschließende Rechtsprechung zu dem Thema liegt allerdings noch nicht vor.
Nach einer Klage der französische Verbraucherorganisation UFC gegen Valve hat das Tribunal de Grande Instance in Paris am 17. September 2019 entschieden, dass die Nutzungsbedingungen von Steam gegen EU-Recht verstoßen, da sie keinen Weiterverkauf von erworbenen Spielen erlaubten. Das Urteil betrifft auch die Spieleportale anderer Hersteller, sollte es tatsächlich europaweit in Kraft treten. Valve kündigte an, das Gerichtsurteil anzufechten.

### Sicherheit
Im November 2011 drangen Unbekannte in die Server der Firma Valve ein und haben möglicherweise Kundendaten (u. a. Rechnungsadressen und Kreditkarteninformationen) abgreifen können. Valve riet daraufhin allen Kunden ihre Kreditkartenabrechnungen genau zu prüfen.
Im Oktober 2012 wurde eine kritische Sicherheitslücke in Zusammenhang mit einer Windows-Protokollerweiterung „steam://“/ durch die Firma ReVuln entdeckt. Es gelang ReVuln u. a. durch manipulierte URLs und einer Logging-Funktion der Source- und Unreal-Grafikengine die volle Kontrolle über betroffene Computer zu übernehmen. Im Oktober 2013 wurde eine kritische Sicherheitslücke in Zusammenhang mit dem Windows-NT-Privileg „SeDebugPrivilege“ und unzureichend abgesicherten Speicherbereichen durch den Sicherheitsexperten Graham Sutherland entdeckt. Graham Sutherland warnte vor der Möglichkeit der vollen Rechteübernahme durch Schadsoftware. Valve reagierte wenig später mit einer Sicherheitsaktualisierung. Inzwischen können Nutzer ihr Konto mit der Zwei-Faktor-Authentifizierung Steam Guard sichern, die beim Anmelden von einem unbekannten Gerät eine PIN per Mail zuschickt.

#### SMS-Datenpanne 2025
Im Mai 2025 wurden bei einem Datenleck über 89 Millionen SMS-Datensätze von Steam-Benutzern geleakt. Diese Datensätze enthielten Telefonnummern, die Namen der Telefonanbieter, und die Inhalte der Nachrichten. Steam bestätigte jedoch, dass diese Datensätze keine Verbindungen zu den Konten auf Steam aufwiesen, und der Datenleck nicht von ihnen komme. Auch Twilio, ein Unternehmen, das Zwei-Faktor-Authentifizierungen für Unternehmen anbietet, bestätigte, dass der Datendiebstahl nicht von ihnen ausging. Der Ursprung der Datenpanne ist bisher noch unbekannt.

### Rechtsextreme Communities
Die Süddeutsche Zeitung, der Bayerische Rundfunk und derStandard.at kritisierten 2018 und 2019, dass sich im Community-Bereich der Plattform rechtsextreme Nutzer präsentieren und in Gruppen rechtsextreme Inhalte teilen. Steam wird vorgeworfen, die Community-Richtlinien nicht durchzusetzen und die Gruppen nicht zu sperren. Das Netzwerkdurchsetzungsgesetz sei nicht beachtet worden, stattdessen seien die Gruppen lediglich für die Öffentlichkeit schlechter auffindbar gemacht worden. Der deutsche Ableger von Watson kritisierte die Toleranz von Steam gegenüber rechtsextremen Inhalten 2020 anlässlich der bevorstehenden Veröffentlichung des von Personen der identitären Bewegung entwickelten Spiels Heimat Defender: Rebellion und forderte „ein Prüfgremium, das sich die Spiele genau anschaut, bevor sie auf die Seite kommen, sowie eine Taskforce, die sich den rechtsextremen Gruppen widmet“.

### Geografische Sperren innerhalb der EU
Die europäische Kommission sieht geografische Sperren von Produktschlüsseln zwischen EU-Staaten als Verstoß gegen EU-Wettbewerbsregeln an. Verbraucher sollten die Möglichkeit haben, Spiele auch in anderen Mitgliedsstaaten der EU zu erwerben. Diesbezüglich hat sich die Kommission im April 2019 bei Steam-Betreiber Valve und fünf Videospielverlegern beschwert, denen sie auch illegale gegenseitige Absprachen in dieser Sache vorwirft. Valve verweis in einer Stellungnahme darauf, dass geografische Sperren nur noch in solchen Fällen genutzt würden, in denen dies aufgrund rechtlicher Bestimmungen notwendig sei, für die übrigen Fälle habe Valve geografische Sperren bereits seit 2015 wegen Bedenken der Kommission aufgehoben. Des Weiteren sieht sich Valve als Plattformbetreiber nicht in der Haftung für Drittanbieter wie Einzelhändler oder andere Onlineshops.

## Alternativen
Neben Steam existieren andere digitale Distributions- und Verkaufsplattformen wie z. B. GOG.com, Battle.net, Epic Games Store, EA Play (ehem. Origin) oder Uplay. GOG.com (ehemals: Good Old Games) ist im Gegensatz zu allen anderen vollkommen DRM-frei. Neben Steam bieten Origin, Battle.net, Uplay und GOG.com ebenfalls die soziale Integration durch Textchat, nicht aber Sprachchat, oder das Verwalten einer Freundesliste, was gemeinsames Spielen vereinfacht. Zudem existieren nicht für alle Spiele Alternativen, so sind beispielsweise alle Valve-Titel seit 2004, neben weiteren Spielen anderer Publisher, exklusiv auf Steam verfügbar.
Auch konsolengebundene Plattformen wie Xbox Live und das PlayStation Network stellen Alternativen dar.